# Kota Bharu
Kota Bharu (Jawi:كوت بهارو) est une ville de Malaisie fondée en 1844 par le sultan Muhammad II du Kelantan. Elle est la capitale de l'État du Kelantan depuis 1844, dont elle est aussi la plus grande ville. Son nom signifie « nouvelle ville » ou « nouveau fort » en malais.
Kota Bharu se trouve à une vingtaine de kilomètres de la frontière thaïlandaise.

## Population
Sa population en 2011 était de 491 237 habitants. C'est donc une des villes les plus peuplées de la côte est malaise.

## Économie

### Transports
Kota Bharu est desservie par l'Aéroport Sultan Ismail Petra (AITA: KBR).

### Tourisme
Proximité du Taman Negara, parc national.

## Rigorisme musulman
En 1996, le conseil municipal de la ville a rendu obligatoire le port du foulard islamique sur les lieux de travail pour les femmes aussi bien musulmanes que non musulmanes, cette imposition est allée de pair avec une interdiction de porter du maquillage ou du rouge à lèvres sur ces mêmes lieux. La situation s'est depuis aggravée au fil des années et en 2002, le conseil municipal a depuis interdit aux affiches et panneaux publicitaires de présenter des femmes qui ne sont pas voilées. En 2006, un nouveau décret a été voté punissant d'une amende de 608 ringgits, toute femme qu'elle soit musulmane ou pas surprise à porter des « vêtements sexy ou indécents » en public.

## Jumelages
- Pekanbaru, Riau, Indonésie
- Kasaoka, Okayama, Japon[3]
- Kaesong, Corée du Nord

## Galerie

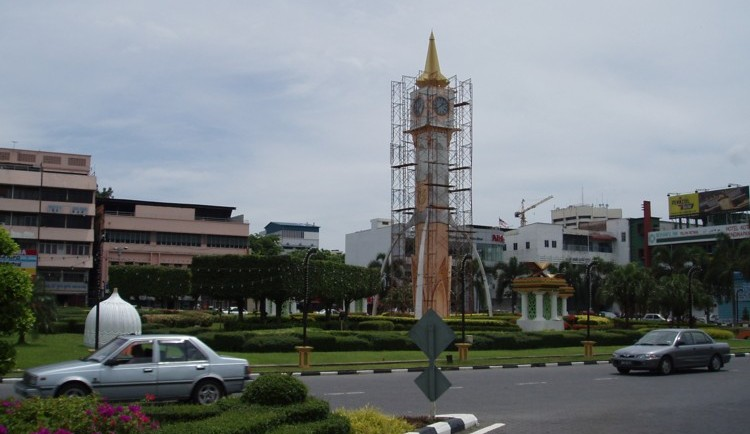
La tour de l'horloge de Kota Bharu
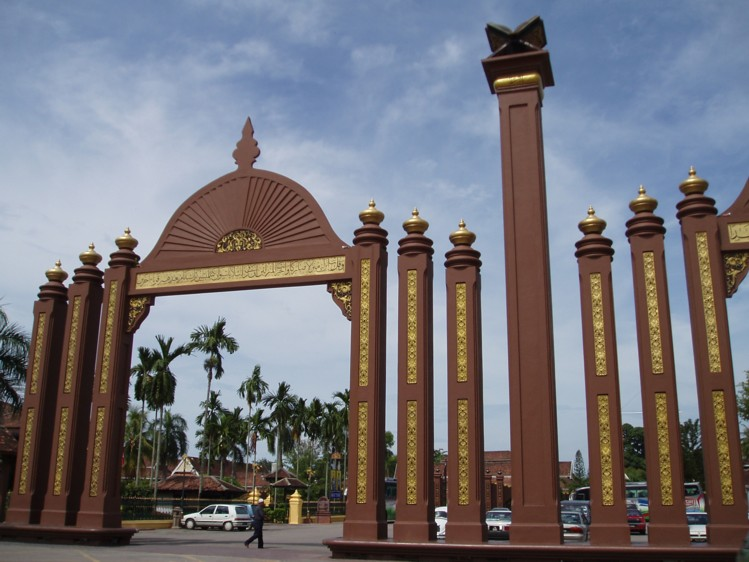
Sultan Ismail Petra Arch, Kota Bharu
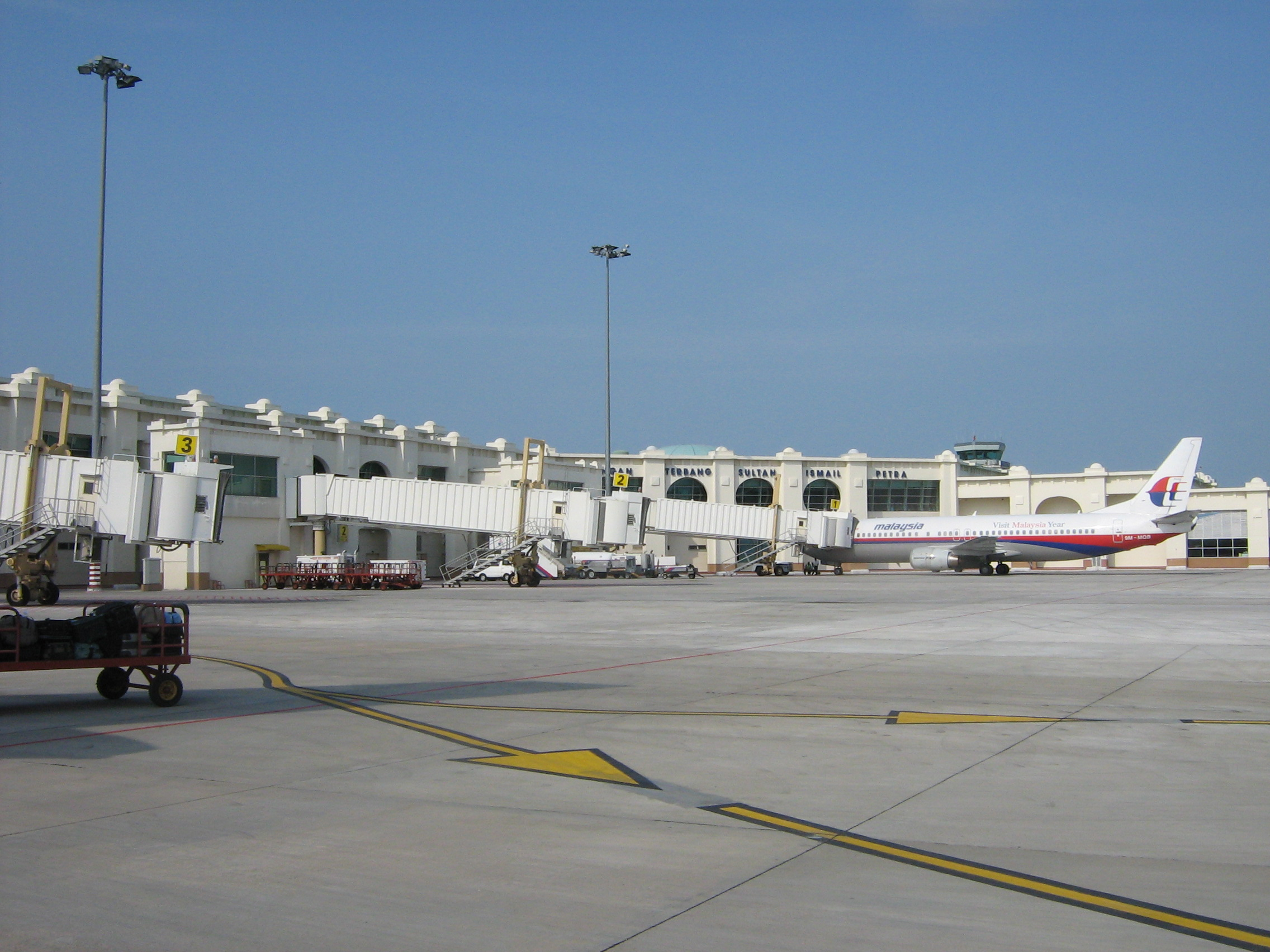
Aéroport Sultan Ismail Petra
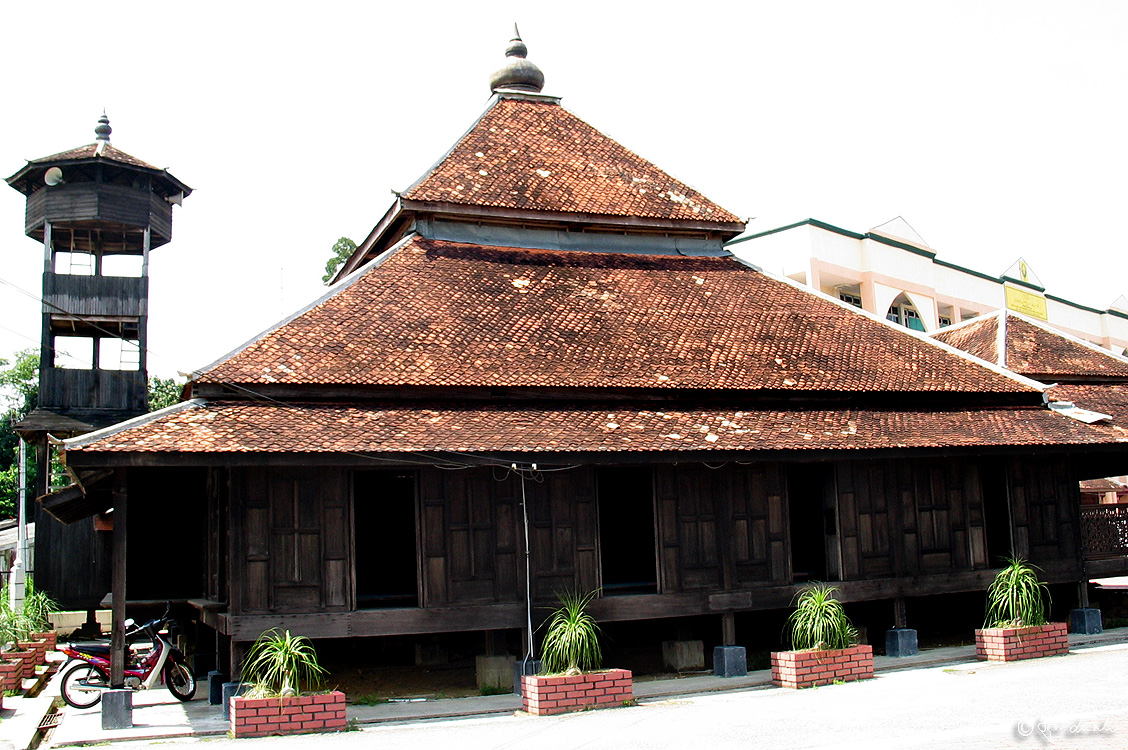
Mosquée Kampung Laut
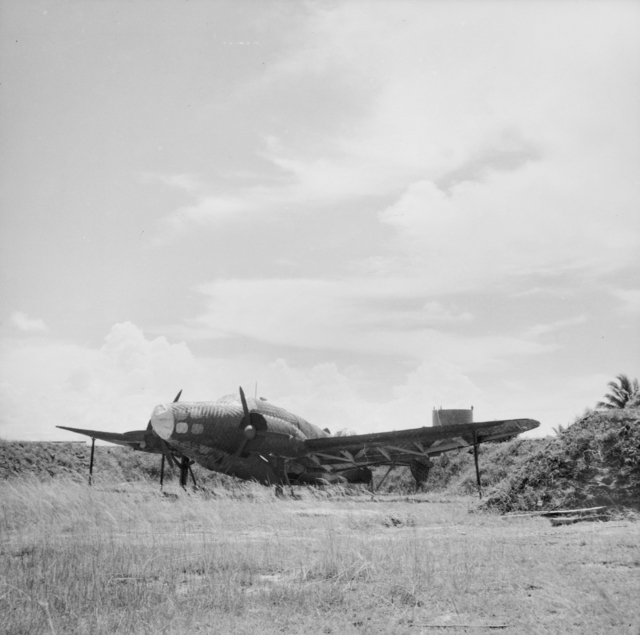
Un faux bombardier Lockheed Hudson sur la base de la RAF de Kota Bharu (1941)
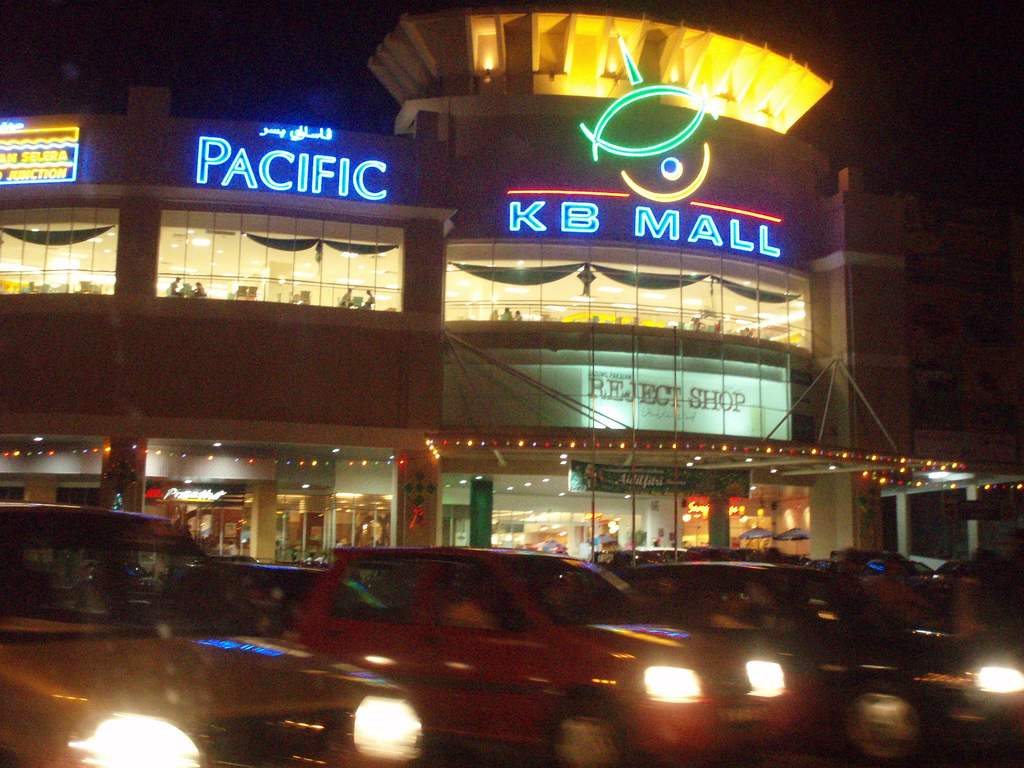
KB Mall
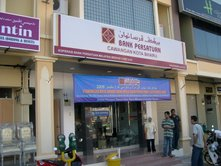
Bank Persatuan à Kota Bharu
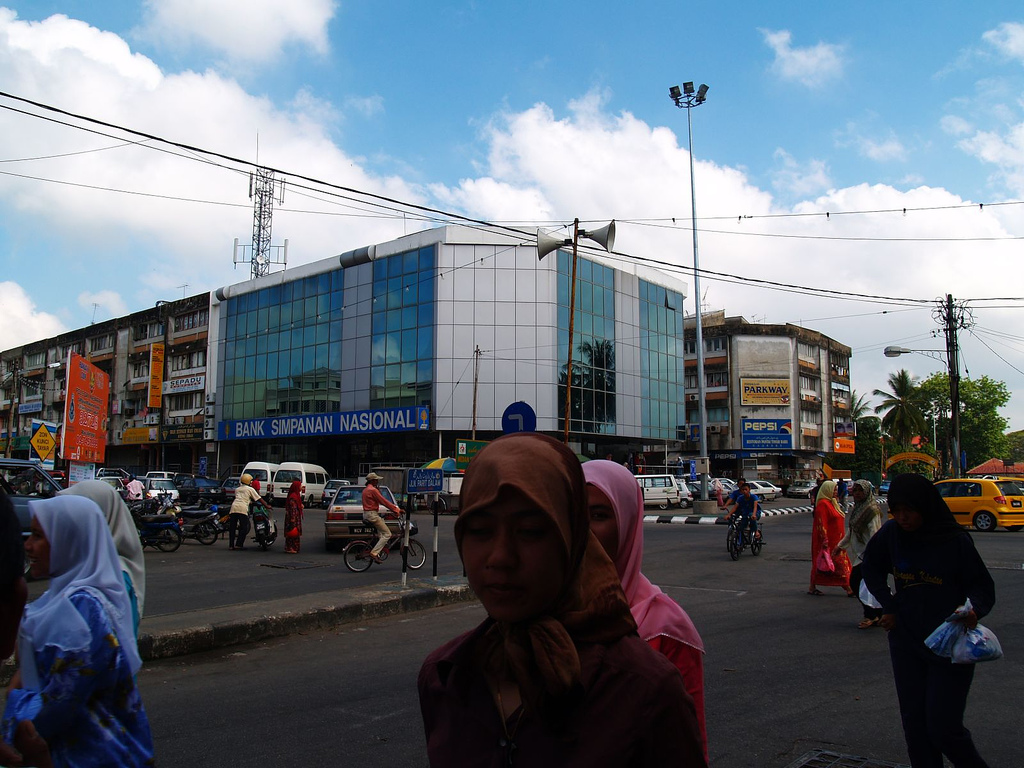
Jalan Parit Dalam
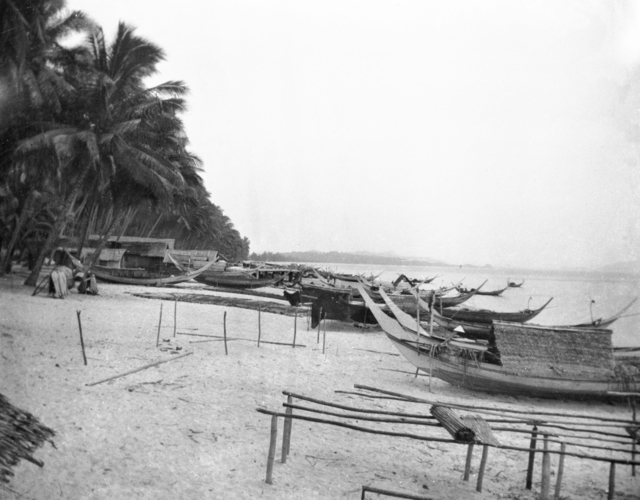
Plage de Bachok